# Зізі Жанмер
Зізі Жанмер (фр. Zizi Jeanmaire, при народженні Рене Марсель Жанмер, фр. Renée Marcelle Jeanmaire; 29 квітня 1924, Париж — 17 липня 2020, Толошна, Во) — французька балерина, акторка та співачка. Дружина Ролана Петі.

## Життєпис
Народилась 29 квітня 1924 року у Парижі в родині підприємця (власника хромового заводу) Марселя Жанмера та Ольги Рене Бруну. 1933 року в дев'ятирічному віці вступила до балетної школи Паризької Опери, пізніше також навчалася у А. Волиніна та Б. Князева. Із 1939-го по 1944 роки у трупі Паризької Опери. У 1944—1945 роках брала участь у «Вечорах танцю» в Театрі Сари Бернар (Париж).
У 1945—1947 роках у трупі «Нуово балле де Монте-Карло», де виконувала головні партії в балетах Сержа Лифаря.
У 1948—1953 роках (з перервами) солістка трупи Ролана Петі «Балет Парижа». Була першою виконавицею головних партій у балетах Петі «Кармен» (1949) на музику Ж. Бізе та «Па д'аксьон» на музику Р. Вагнера. Надалі виступала у характерних ролях в сучасних балетах (переважно в постановках Петі), як, наприклад, Химера у «Фантастичній симфонії» на музику Г. Берліоза.
1954 року грала на Бродвеї у мюзиклі «Дівчина в рожевому тріко». 29 грудня 1954 року вступила у шлюб з Роланом Петі, з яким була знайома з дев'яти років. Їхня єдина дитина — дочка Валентина, яка також стала танцівницею, народилася 1955 року.
У 1960-х та 1970-х роках Зізі Жанмер одна з найяскравіших зірок французького мюзик-холлу: спеціально для неї Петі поставив спектаклі «Яйце некруто» М. Тір'є, «Пожирачка діамантів» Ж. М. Дамаза, «Зізі у мюзик-холлі», «Шоу Зізі Жанмер», «Шоу Зізі-Петі», «Ревю Ролана Петі» та «Зізі, я кохаю тебе», де вона танцювала, співала та декламувала.
Як акторка (окрім кіноверсій балетів Петі), знімалася у таких режисерів як Чарльз Відор, Жан Деланнуа, Анрі Декуен та Теренс Янг. Її партнерами по знімальному майданчику були Денні Кей, Бінг Кросбі, Дональд О'Коннор, Сід Чарісс, Мойра Ширер та інші.
1974 року була нагороджена орденом Почесного легіону.
Зізі Жанмер померла 17 липня 2020 року в себе вдома у місті Толошна, Швейцарія, в 96-річному віці.

## Фільмографія
| Рік  |   | Українська назва       | Оригінальна назва             | Роль         |
| ---- | - | ---------------------- | ----------------------------- | ------------ |
| 1952 | ф | Ганс Христиан Андерсен | Hans Christian Andersen       | Доро         |
| 1956 | ф | Щоби не сталося        | Anything Goes                 | Габі Дюваль  |
| 1956 | ф | Фолі-Бержер            | Folies-Bergere                | Клоді        |
| 1957 | ф | Чарівні хлопці         | Charmants Garçons             | Лулу Натьє   |
| 1959 | ф | Гангетт                | Guinguette                    | Рене/Гангетт |
| 1961 | ф | Чорне тріко            | 1-2-3-4, ou Les collants noir | Кармен       |

## Відзнаки
- 1997 — Орден «За заслуги» (Франція) командорського ступеня; офіцерського ступеня (1983).
- 1993 — Орден Почесного легіону офіцерського ступеня; кавалерського ступеня (1974).
- 2004 — Орден Мистецтв та літератури командорського ступеня[14]; кавалерського ступеня (1962).